# Franz Pichler (Schauspieler)
Franz Pichler (geboren 21. November 1804 in Ulm; gestorben 7. Juni 1873 in Osnabrück) war ein Theaterschauspieler und Komiker.

## Leben
Franz Pichler, Sohn des österreichischen Schauspielers August Pichler, wirkte als Charakterkomiker in Bremen, Münster, Elberfeld, an den Hoftheatern in Detmold und Kassel, am längsten jedoch in Hannover von 1835 bis 1860.
In Hannover wirkte er als „Hof-Schauspieler“ und war am 4. April 1839 als Freimaurer der Johannis-Freimaurerloge zum schwarzen Bär im Orient von Hannover beigetreten.